# Сант'Омобоно Терме
Сант'Омобоно Терме (итал. Sant'Omobono Terme) је насеље у Италији у округу Бергамо, региону Ломбардија.
Према процени из 2011. у насељу је живело 3184 становника. Насеље се налази на надморској висини од 398 м.

## Становништво
Према резултатима пописа становништва 2011. у општини је живело 3.893 становника.
| 1931. | 1936. | 1951. | 1961. | 1971. | 1981. | 1991. | 2001. | 2011. |
| ----- | ----- | ----- | ----- | ----- | ----- | ----- | ----- | ----- |
| 2.873 | 2.327 | 2.731 | 2.525 | 2.618 | 2.782 | 2.970 | 3.184 | 3.893 |